# 妙光寺 (横浜市瀬谷区)
妙光寺（みょうこうじ）は、神奈川県横浜市瀬谷区上瀬谷町にある日蓮宗の寺院。山号は蓮昌山。瀬谷八福神の一つ大黒天を祀る。旧本山は池上本門寺、池上神楽坂法縁。
区内には宗川寺がある。

## 歴史
白雉3年（652年）明光比丘尼が建立した庵室が起源。大同年間（806年-810年）辨通が天台宗の福昌山明光寺と称する寺に改める。弘安5年（1282年）甲斐国身延山久遠寺から常陸国へ向う立正大師日蓮が立ち寄り、住持の文教を日蓮宗に改宗、寺名も現在の蓮昌山妙光寺に改めたという。

## 文化財
- 梵鐘　物部守光が正中2年（1325年）に鋳造した梵鐘で、萬年寺（現在の青葉区恩田町、廃寺）にあったものを山田伊賀入道経光が寄進したも。神奈川県指定重要文化財。

## 参考資料
- 市川智康『日蓮聖人の歩まれた道』水書房、1989年
- 日蓮宗寺院大鑑編集委員会『宗祖第七百遠忌記念出版 日蓮宗寺院大鑑』 大本山池上本門寺、1981年
- 相模民俗学会『神奈川の伝説』日本標準